# Comitas onokeana vivens
Comitas onokeana vivens es una subespecie de molusco gasterópodo de la familia Turridae.

## Distribución geográfica
Se encuentra  en Nueva Zelanda.